# Multiple-Program Multiple-Data
Der englischsprachige Begriff Multiple-Program Multiple-Data (MPMD, dt. etwa Mehrere Programme und mehrere Daten) ist ein Programmiermodell der Informatik für Mehrprozessorsysteme. Bei MPMD-Programmen kann auf jedem Prozessor des Systems ein eigenes Programm laufen. Den schwierigeren Verwaltungsaufwand nimmt man für eine größere Flexibilität in Kauf.